# 林織江
林 織江（はやし おりえ、1744年 - 1818年11月26日）は、三河国吉田宿呉服町（現・愛知県豊橋市呉服町）生まれの女流歌人。61歳の時に、漁夫歌人として知られる糟谷磯丸と出会い、指導を行いながら交流を深める中で、磯丸に大きな影響を与えた。

## 来歴
延享元年（1744年）、三河国吉田宿呉服町（現在の愛知県豊橋市呉服町）に生まれる。生家の林家（2代和泉屋）は薬種問屋である。8歳の時に母を、10歳の時に父・景高を亡くし、妹・くめと共に叔父に引き取られ、郷土史家である林正森などに教えを受け成長する。
宝暦6年（1756年）、13歳の時に25歳の林景政と結婚し、林景政が林家の婿養子に迎えられるが、その8年後に死に別れる。またその間にも、生まれて間もない子供や、養親の叔父夫妻を相次いで亡くしている。
このように幼いころから身近な人物を相次いで亡くした織江は、京都の鍼医・羽衣石宮がどんな難病も全快させるという噂を聞き、自らもその技を会得したいと彼に師事することを決意。安永の初期ごろから石宮に弟子入りを果たし、宮路と名乗りながら鍼術を学ぶようになる。
ある時、石宮と共に歌人・宗匠大納言芝山持豊の治療に赴いたことをきっかけに、持豊に歌の才能を見出される。持豊の門下に入り、鍼医との二足の草鞋で、歌人としての道を歩み始める。
文化元年（1804年）、伊良湖にて糟谷磯丸と出会い、無学ながら歌道を愛するその姿に心打たれる。磯丸を師・持豊に紹介し、また自分自身も全身全霊で指導を行うなど、磯丸の歌人としての人生に大きな影響を与える。
文政元年（1818年）11月26日、75歳で亡くなる。家族には「夫・景政と同じ日に供養してほしい」という遺言を残している。

## 人物
幼名を久（ひさ）。織江の人物像は堅忍不抜、負けん気が強くも人情味溢れる性格であったと称される。

## 作品
- 「とふとさやこまもろこしも及びなき神代のままの大和言の葉」[4]
- 「天地と共に開きし敷島の道のさかえをなほもあほがん」[4]

- 「浅草に　かりこめられて　きりぎりす　われもなくかや　おれもなくなり」[5] - 15歳の作品

『伊良古之記』は、織江が61歳の時に渥美半島一周の旅をした紀行文。